# Heinz Lieven
 Heinz Lieven (* 18. April 1928 in Blankenese; † 27. September 2021 in Hamburg) war ein deutscher Schauspieler. Bekanntheit erlangte er u. a. als Opa Brendel in der Kinder- und Jugendserie Neues vom Süderhof. In seiner Karriere wirkte er in vielen Bühneninszenierungen und in mehr als 80 Film- und Fernsehproduktionen mit.

## Leben
Lieven wurde 1928 als Sohn des Arztes Wilhelm Lieven und seiner Frau Mary Lieven, geb. Nather, geboren, die sich 1919, aus Riga kommend, in Hamburg niedergelassen hatten. Bei Helmuth Gmelin und Bernhard Minetti begann er 1948 in Hamburg und Berlin seine Ausbildung als Schauspieler. Er begann seine Bühnenlaufbahn in den 1950er Jahren am Hamburger Theater im Zimmer. Danach tourte er mit der „Morgenstern Bühne“ und anderen Tourneetheatern durch Deutschland. In den 1960er Jahren war er unter anderem in Karlsruhe, Bruchsal, Baden-Baden, Flensburg und Schleswig engagiert und wirkte in Film- und Fernsehproduktionen von Rolf Hädrich (Graf Öderland), Helmut Käutner und Peter Beauvais mit.
1971 holte ihn Boleslaw Barlog an das Schillertheater nach Berlin, wo er bis 1978 spielte. Später spielte er auch am Theater der Freien Volksbühne u. a. unter Kurt Hübner. In dieser Zeit entstanden weitere Filme, u. a. Bauern, Bonzen und Bomben in der Regie von Egon Monk, Ein Kapitel für sich in der Regie von Eberhard Fechner sowie Reifezeit, Grabbes letzter Sommer und Ordnung von Sohrab Shahid Saless.
1978 siedelte Lieven nach Bremen über, um am dortigen Niederdeutschen Theater als Regisseur zu wirken. Bereits 1981 zog es ihn in seine Heimatstadt Hamburg zurück, in der er seither lebte, ab 1995 wieder im Stadtteil Blankenese. Er spielte in den folgenden Jahren u. a. am Altonaer Theater, am Theater Lübeck und am damals noch existierenden „Piccolo Theater“ im Hamburger Schanzenviertel.
In den 1980er Jahren trat Lieven außerdem am Nationaltheater Mannheim in Germania – Tod in Berlin von Heiner Müller und im König Ubu am Staatstheater Stuttgart auf, beide in der Regie von Johann Kresnik. Daneben spielte er u. a. in Die Pawlaks von Wolfgang Staudte, Der Landarzt und W. P. Anders von Christian Quadflieg, Das Dorf von Claudia Laatz und Marleneken von Karin Brandauer mit.

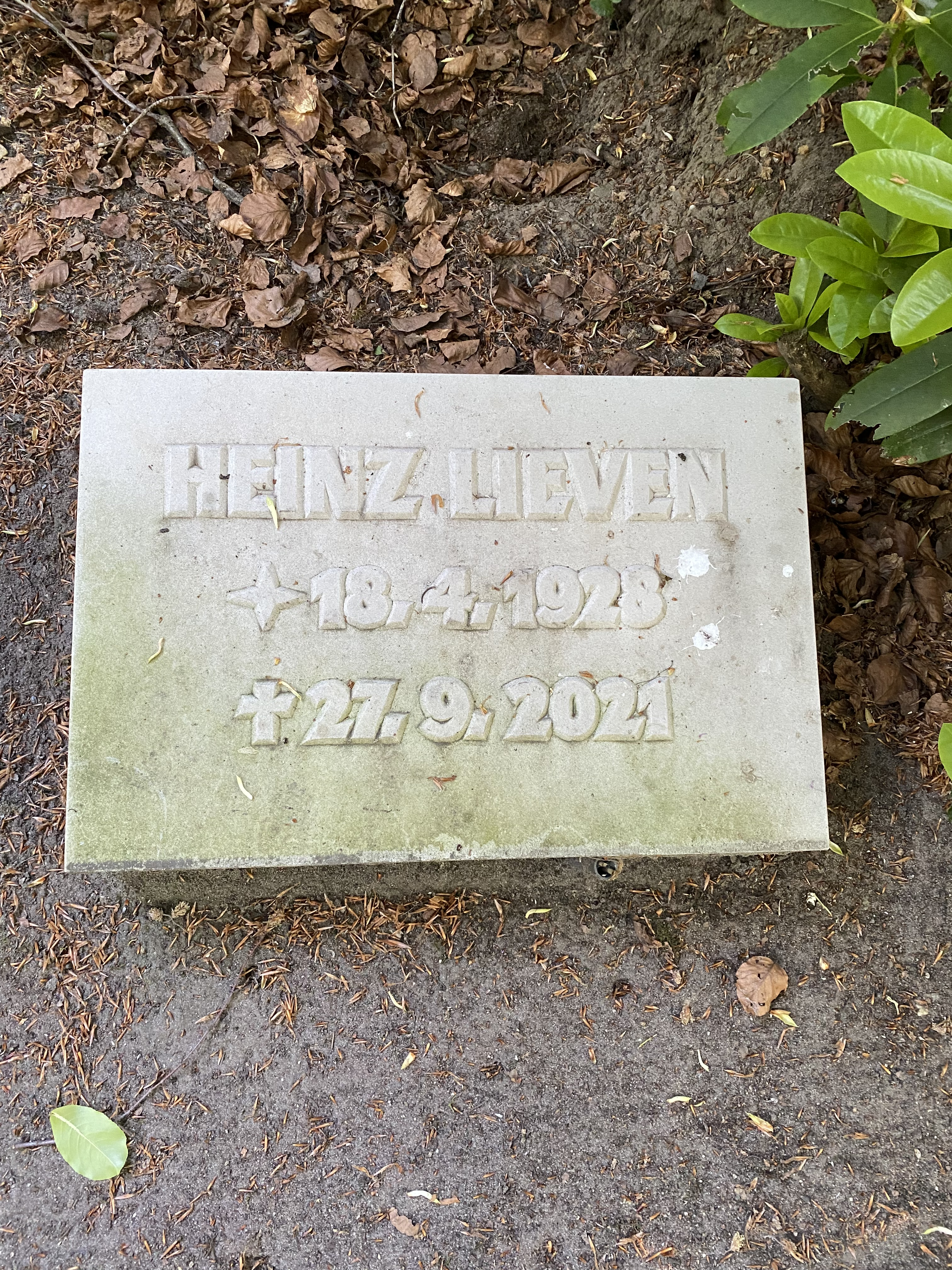
Kissenstein auf dem Friedhof Blankenese

1990 wirkte er in dem aktuellen zeitkritischen Film Wer zu spät kommt – Das Politbüro erlebt die deutsche Revolution von Jürgen Flimm mit, es folgten in den 1990er Jahren u. a. Frauen morden leichter, Wut im Bauch, Meine beste Feindin, Doppelter Einsatz und Die Helden. Außerdem war Lieven in verschiedenen Fernsehserien zu sehen, u. a. in Adelheid und ihre Mörder, Eine Frau wird gejagt von Vadim Glowna, Großstadtrevier, OP ruft Dr. Bruckner sowie verschiedenen Folgen von Tatort. Bei Kindern beliebt war er als der Opa in Neues vom Süderhof.
Ab Mitte der 1990er Jahre spielte Lieven am Altonaer Theater. Die Rolle des Lehrers Bömmel in dem Stück Die Feuerzangenbowle, das dort jährlich seit 1997 aufgeführt wird, gehörte seitdem zu seinen erfolgreichsten Rollen. Daneben spielte er an den Hamburger Kammerspielen, im Theater im Zimmer bei Gerda Gmelin und auf Kampnagel.
Ab 2000 spielte Lieven neben verschiedenen Rollen am Altonaer Theater zuletzt den Patriarchen in Nathan der Weise am Ernst Deutsch Theater. Im Fernsehen war er unter anderem in der Fernsehserie Notruf Hafenkante sowie in Frauengeschichten, Broti & Pacek – Irgendwas ist immer und den Kinoproduktionen Doppelspiel, in der Regie von Claus–Michael Rohne und Dream, Dream, Dream in der Regie von Anne Klix zu sehen. Neben Theater- und Fernsehproduktionen gab Lieven Lesungen „von Ringelnatz bis Rilke“ und fuhr als Entertainer und Schauspiellehrer auf Kreuzfahrtschiffen wie der Deutschland.
Heinz Lieven gab mit dem Film Gruppenbild mit Dame von Aleksandar Petrović 1977 sein internationales Filmdebüt. Im Oktober 2010 drehte Heinz Lieven mit Sean Penn und Frances McDormand in den Vereinigten Staaten den Kinofilm Cheyenne – This Must Be the Place von Paolo Sorrentino, der 2011 im Wettbewerb der 64. Internationalen Filmfestspiele von Cannes uraufgeführt wurde. Er spielte den fiktiven KZ-Aufseher Alois Lange, der nach dem Krieg in die USA geflüchtet war. Im Sommer 2014 wirkte Heinz Lieven in Atom Egoyans Film Remember an der Seite von Christopher Plummer und Bruno Ganz in der Rolle eines demenzkranken SS-Mannes mit.
Zuletzt war Lieven, bereits über 90-jährig, im Jahr 2020 in der Folge Schlaflos der ZDF-Krimiserie Solo für Weiss als ehemaliger NS-Jurist Walter von Wenzel zu sehen. Lieven starb im September 2021 im Alter von 93 Jahren in Hamburg.
Heinz Lieven wurde auf dem Friedhof Blankenese beigesetzt. Dort erinnert ein Kissenstein in der Familiengrabstätte Nather an den Künstler.

## Privates
Lieven war seit 1966 mit der Maskenbildnerin Hertha Lieven, geb. Gobrecht verheiratet. Er hatte zwei Söhne, Alexander Lieven (* 1959), ehemaliger stellvertretender Präsident der Casino-Gesellschaft in Berlin von 1786, und Claudius Lieven (* 1968), ehemaliges Mitglied der Hamburger Bürgerschaft.

## Filmografie (Auswahl)
- 1961: Das Wunder des Malachias
- 1963: Stalingrad (Fernsehfilm)
- 1966: Herr Puntila und sein Knecht Matti (Fernsehfilm)
- 1969: Das Rätsel von Piskov (Fernsehfilm)
- 1971: Hamburg Transit – Ein Zahn zuviel (Fernsehserie)
- 1972: Gefährliche Streiche (Fernsehserie)
- 1973: Bauern, Bonzen und Bomben (Fernsehserie)
- 1974: Sie sind frei, Dr. Korczak
- 1974: Ermittlungen gegen Unbekannt (Fernsehfilm)
- 1976: Ein Fall für Stein (Fernsehserie)
- 1976: Verdunkelung (Fernsehfilm)
- 1976: Reifezeit (Fernsehfilm)
- 1976: Bei Westwind hört man keinen Schuß
- 1977: Ein Mann kam im August (Fernsehserie)
- 1977: Gruppenbild mit Dame
- 1978: Das kalte Herz (Fernsehserie)
- 1979: Die Buddenbrooks (Miniserie)
- 1979: Ein Kapitel für sich (Fernsehfilm)
- 1980: Order
- 1980: Tatort – Streifschuß
- 1981: Der Fuchs von Övelgönne – Ein Pokal geht an Land (Fernsehserie)
- 1982: Tatort – Trimmel und Isolde
- 1982: Die Aufgabe des Dr. med. Graefe (Fernsehfilm)
- 1984: Das Rätsel der Sandbank
- 1986: Engels & Consorten (Fernsehserie)
- 1986: Finkenwerder Geschichten (Fernsehserie)
- 1987: Das Rätsel der Sandbank (Fernsehserie)
- 1989: Der Landarzt (Fernsehserie)
- 1990: Wer zu spät kommt – Das Politbüro erlebt die deutsche Revolution (Fernsehfilm)
- 1993: Schwarz-Rot-Gold – Mafia Polska (Fernsehserie)
- 1995: Eine Frau wird gejagt (Fernsehfilm)
- 1996: Freunde fürs Leben (Fernsehserie)
- 1996–2005: Adelheid und ihre Mörder (Fernsehserie, sieben Episoden)
- 1995–1997: Neues vom Süderhof (Fernsehserie, 38 Episoden)
- 1998: Dr. Monika Lindt – Kinderärztin, Geliebte, Mutter (Fernsehserie)
- 1999: Death Hunters: To Die For (Die Jagd nach dem Tod), (Fernsehfilm)
- 1999: Wut im Bauch (Fernsehfilm)
- 2000: Doppelter Einsatz (Fernsehserie)
- 2000: Großstadtrevier (Fernsehserie, Mitwirkung in drei Episoden in diversen Rollen; 1986, 1991 and 2000)
- 2001: Tatort – Hasard!
- 2002: Küstenwache (Fernsehserie)
- 2007: Ladyland (Fernsehserie)
- 2007–2008: Notruf Hafenkante (Fernsehserie, drei Episoden)
- 2008: Das Papst-Attentat (Fernsehfilm)
- 2009: Lasko – Die Faust Gottes (Fernsehserie)
- 2009: Mitten im Sturm (Internationale Kinoproduktion)
- 2010: 2 für alle Fälle – Ein Song für den Mörder (Fernsehfilm)
- 2011: Arschkalt (Kinofilm)
- 2011: Cheyenne – This Must Be the Place (Internationale Kinoproduktion)
- 2012: Das Kindermädchen (Fernsehfilm)
- 2011: Nägel mit Köppen (Fernsehfilm)
- 2011: Küstenwache (Fernsehserie)
- 2012: Reiff für die Insel – Neubeginn (Fernsehreihe)
- 2013: Nord Nord Mord – Clüver und die fremde Frau (Fernsehreihe)
- 2013: Tatort – Er wird töten
- 2013: Reiff für die Insel – Katharina und der ganz große Fisch (Fernsehreihe)
- 2014: Kommissar Marthaler – Partitur des Todes (Fernsehfilm)
- 2015: Remember
- 2017: Arzt mit Nebenwirkung (Fernsehfilm)
- 2018: Grüner wird’s nicht, sagte der Gärtner und flog davon
- 2019: Kollowalla
- 2020: Solo für Weiss – Schlaflos (Fernsehreihe)

## Hörspiele
- 1999: Dagmar Scharsich: Salve! (Rhode) – Regie: Barbara Plensat (Kriminalhörspiel – NDR)
- 2005: Die drei ???: Der schwarze Skorpion (Folge 120) als Dr. Robinson – Regie: Heikedine Körting (Europa)
- 2012: Die drei ???: Im Zeichen der Schlange (Folge 157) als Mr. Hunnicutt – Regie: Heikedine Körting (Europa)
- 2013: TKKG: Die ewige Finsternis (Folge 184) als Bürgermeister Wichtigmann – Regie: Heikedine Körting (Europa)